# Cibernetica
(Norbert Wiener)

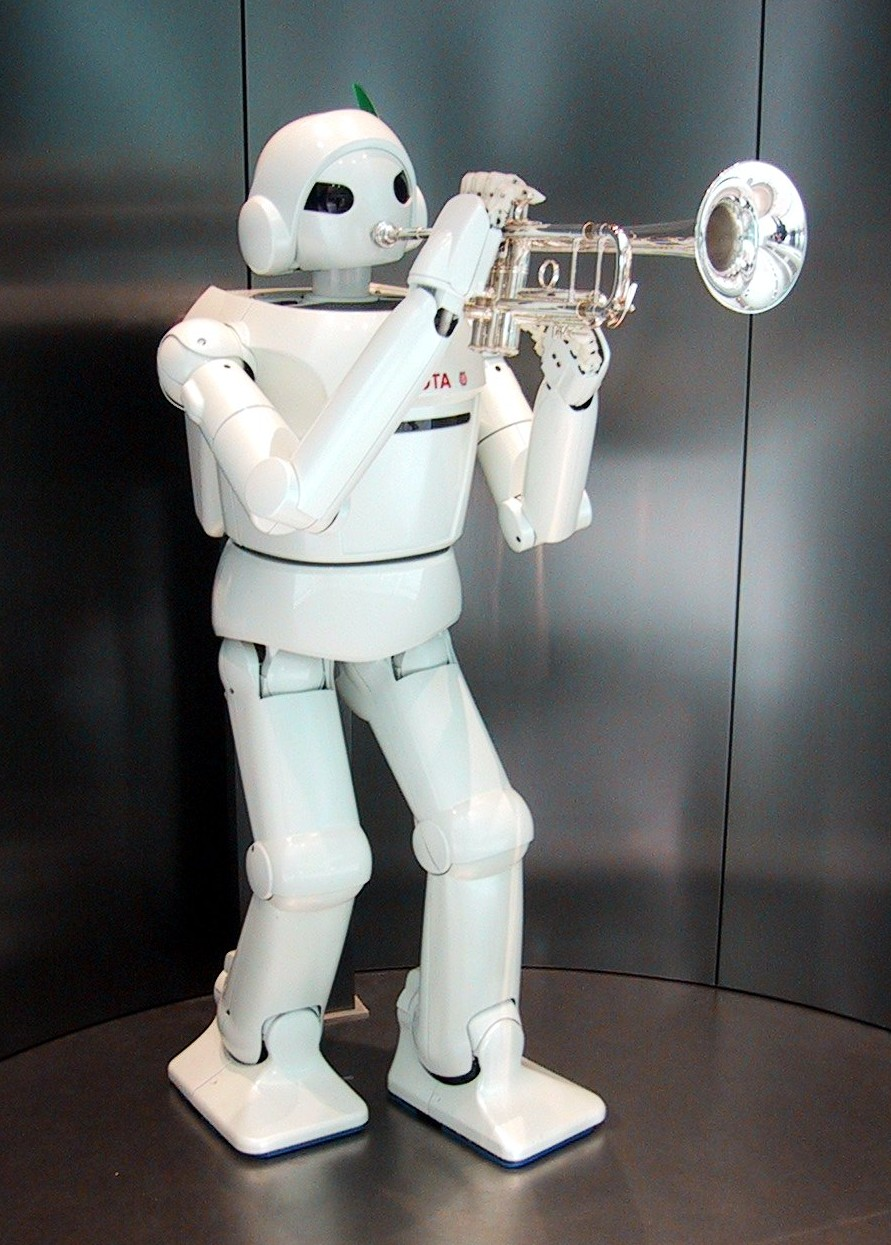
Robot sviluppato dalla Toyota nel 2005

Il termine cibernetica (dal greco: κυβερνήτης, kybernḗtēs, 'pilota di navi') indica un vasto programma di ricerca interdisciplinare, rivolto allo studio matematico unitario degli organismi viventi e, più in generale, di sistemi, sia naturali che artificiali.
Nacque durante gli anni della seconda guerra mondiale, su impulso di un gruppo di ricercatori, tra i quali ebbe una parte predominante il matematico statunitense Norbert Wiener. Questi, pur provenienti da diverse formazioni intellettuali, erano uniti dall'interesse per gli strumenti concettuali sviluppati dalle tecnologie, allora emergenti, dell'autoregolazione, della comunicazione e del calcolo automatico, e per la loro applicazione allo studio delle funzioni tipiche degli esseri viventi. Nel 1948 Wiener pubblicò La cibernetica: in questo libro, che ottenne grande successo, definiva l'ambito di interesse e gli obiettivi della nuova disciplina, inaugurando anche l'uso del nuovo termine, da lui coniato.

## Generalità

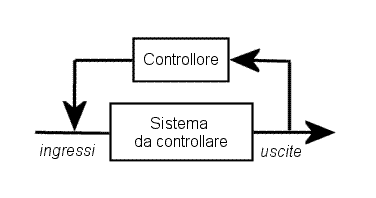
Esempio di retroazione

La cibernetica è nata dunque come un campo di studi comune tra l'ingegneria, la biologia e le scienze umane. Già da questo si comprende l'importanza fondamentale per la cibernetica dell'interdisciplinarità, che può essere immediatamente confermata dall'esame dei curricula estremamente variegati di tutti i suoi protagonisti. Un'altra caratteristica metodologica generale del metodo cibernetico è l'attenzione rivolta al comportamento (e alla sua descrizione matematica) degli oggetti del suo studio, più che ai dettagli della loro struttura materiale. Da ciò deriverà una tendenza alla definizione concettuale e, molto spesso, anche alla realizzazione fisica di modelli artificiali della realtà biologica, grazie anche alle nascenti possibilità della tecnologia elettronica.
L'interesse a uno studio comparato di animale e macchina, o di conseguenza al rapporto tra naturale e artificiale, rappresenta una caratteristica comune a tutti gli studiosi di cibernetica. L'ampiezza delle conseguenze di questo atteggiamento è tale da coinvolgere vari problemi di interesse filosofico; la cibernetica si caratterizza come una nuova forma di riduzionismo, innovatrice rispetto alle forme tradizionali di meccanicismo per aver messo in luce l'importanza del concetto di informazione nell'interpretazione dei fenomeni della vita.

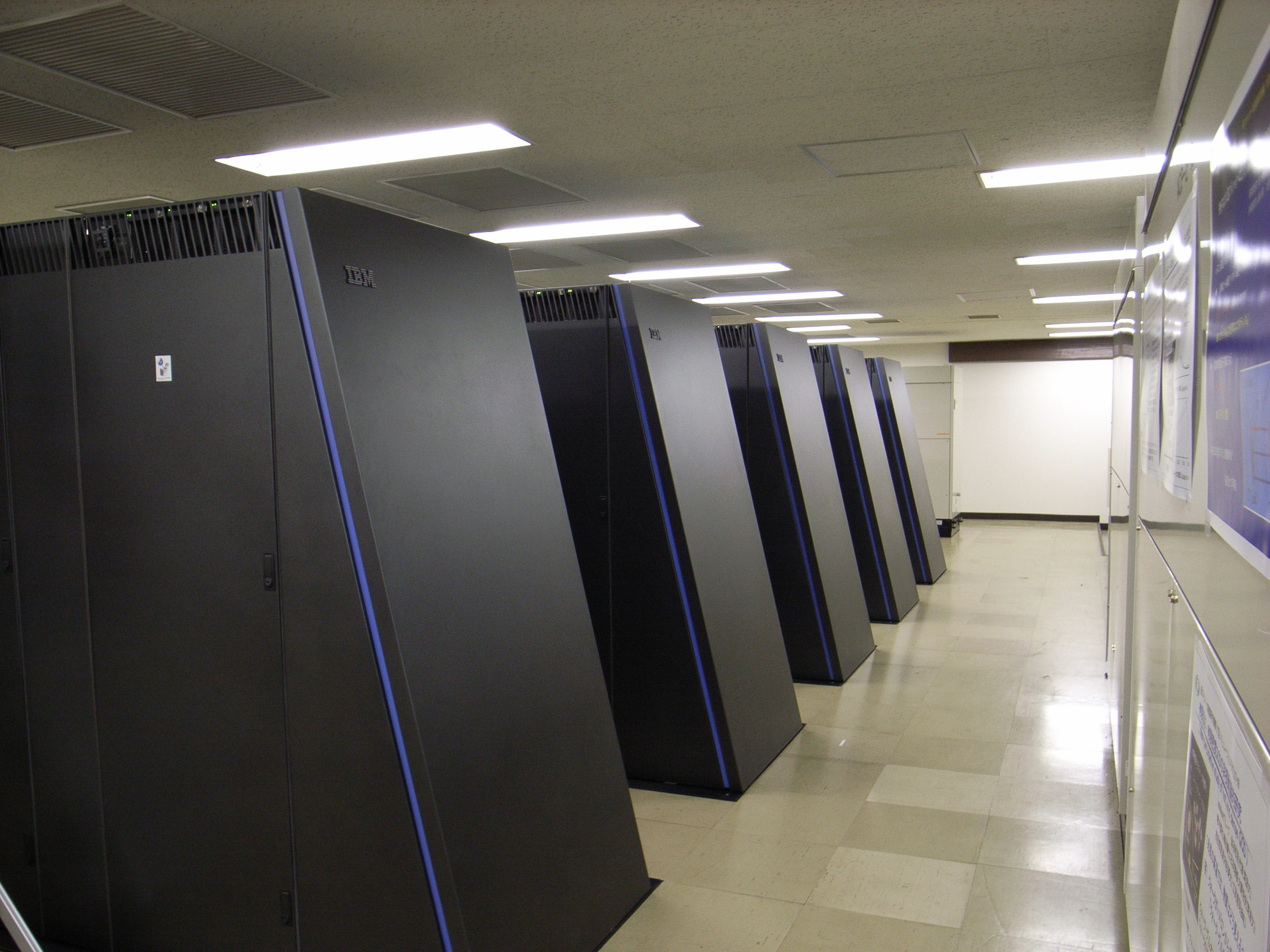
Blue Gene/L, supercomputer sviluppato dall'IBM che, con una capacità 478 teraFLOPS, a novembre 2007 era stato riconosciuto come il più potente del pianeta

Per approfondire i contenuti della cibernetica al di là di queste sintetiche definizioni, bisogna ricorrere all'esame del suo effettivo sviluppo storico e delle diverse posizioni di chi a essa si è richiamato, con una particolare attenzione al pensiero dello studioso che ha creato il nome della nuova disciplina. Si è trattato infatti di un fenomeno molto ampio, variegato e interpretato spesso in modo diverso dai suoi protagonisti.
Si può comunque dire che nel programma cibernetico si possono individuare tre nuclei, chiaramente rilevabili anche nell'impianto dell'omonimo libro. Il primo, che accompagna tutta l'opera di Wiener, e nel quale è fondamentale l'apporto del fisiologo A. Rosenblueth, consiste in un metodo di analisi dei fenomeni biologici basato sull'uso del concetto di retroazione e, più in generale, di scambio di informazione, sia all'interno dell'organismo che tra questi e l'ambiente.
Esso si basa sulla constatazione che l'uso di questi strumenti, nati per studiare il funzionamento di macchine costruite dall'uomo, può essere esteso alla spiegazione di alcuni tra gli attributi fondamentali del vivente, quali la tendenza al mantenimento della stabilità interna, la capacità di apprendere (ovvero di modificare i propri comportamenti in funzione dell'esperienza) e l'apparente orientamento a uno scopo delle proprie azioni. In quest'ambito possono essere collocati anche i contributi del britannico William Ross Ashby. Il secondo nucleo, che nasce tra il 1943 e il 1945 con il contributo essenziale di John von Neumann, Warren McCulloch e Walter Pitts, riguarda l'estensione di questo metodo di analisi alle funzioni cognitive del sistema nervoso centrale e alle nuove macchine calcolatrici digitali, considerate in modo unitario dal punto di vista del concetto di computazione.
Il terzo, il cui sviluppo è legato alle Macy Conferences on Cybernetics, tenute dal 1946 al 1953, vede l'estensione dei concetti cibernetici allo studio delle scienze sociali. Wiener peraltro non contribuisce direttamente a questa estensione, dichiarandosi anche scettico sulla sua possibilità; l'uso dei concetti cibernetici nelle scienze sociali verrà analizzato e promosso da studiosi provenienti da quel mondo, tra i quali Margaret Mead e Gregory Bateson. Soprattutto quest'ultimo ha esercitato, nei decenni successivi, un'influenza importante e duratura su varie discipline, basando sulla cibernetica, oltre che lo studio di temi di antropologia e psichiatria, una visione generale della realtà.
Il grande dibattito innescato dalla pubblicazione del libro di Wiener e dalle Macy Conferences durò alcuni anni, per poi spegnersi progressivamente. Alcuni dei motivi di questa evoluzione erano interni alla stessa proposta di Wiener; la sintesi che egli cercava si rivelò infatti sia prematura (in relazione alle conoscenze dell'epoca in alcuni campi: ad esempio, la fisiologia del sistema nervoso centrale), sia di ampiezza eccessiva per produrre strumenti di ricerca efficaci. Non fu poi d'aiuto il successo incontrato presso il pubblico dal nome e dalle idee della cibernetica, che portò a un uso spesso improprio del termine e a un suo discredito nel mondo della ricerca.
Altri ostacoli sorsero dalle divergenze, personali e scientifiche, che divisero i fondatori della nuova disciplina, impedendo lo stabilirsi di collaborazioni durevoli e di gruppi di lavoro strutturati. Anzi, il movimento cibernetico si trovò ad affrontare la concorrenza di nuovi gruppi (ad esempio quello dell'intelligenza artificiale), con analoghi interessi, che tuttavia preferivano organizzarsi autonomamente, rivendicando anche una diversa visione su alcuni punti.
Pur se oggi è impossibile parlare della cibernetica come di una disciplina attiva o di un movimento scientifico organizzato, le sue idee e i problemi da essa posti restano ancora al centro del dibattito scientifico in molti ambiti. Il campo di studio delineato dalla cibernetica è oggi occupato da molte discipline autonome che, pur se in qualche modo discendenti da una comune radice, ne affrontano i temi con metodi non sempre conciliabili in un quadro unitario.

## Le radici della cibernetica
La cibernetica può essere considerata il punto di arrivo di alcune linee di pensiero, sviluppatesi nei decenni precedenti gli anni '40 del secolo scorso, in discipline quali la matematica, la tecnologia, la fisiologia generale e del sistema nervoso, la psicologia. Ne ripercorriamo qui le tappe essenziali.

### Storia del termine

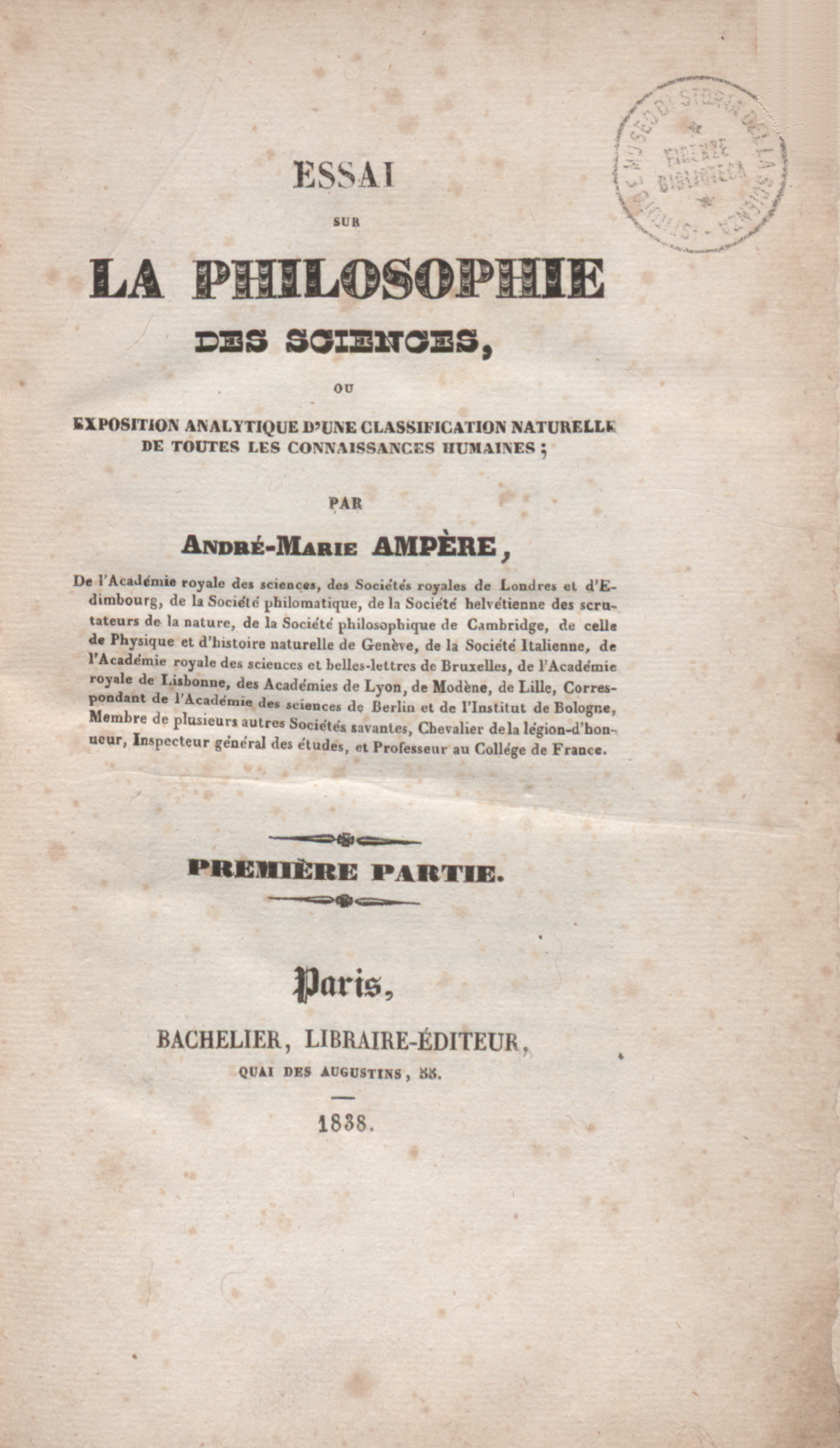
Saggio sulla filosofia della scienza (Essai sur la philosophie des sciences), 1838, nel quale Ampère usa il termine "cibernetica" come "scienza del governo".

La parola greca antica kybernetes (κυβερνήτης) indica il pilota di una nave. La radice kyber sta per "timone" e trova un parallelo nel latino guber, che ritroviamo nel gubernator, timoniere. Kyber e guber fanno evidente riferimento a una comune progenitrice indoeuropea che significava timone. In ambedue le lingue il termine assume anche, per estensione, un significato metaforico che sta a indicare colui che guida, o governa, una città o uno Stato: già nel greco di Platone è attestata, in questo significato più ampio di arte del governo, l'espressione kybernetikè techne.
Nell'accezione politica di Platone, il termine viene ripreso nel 1834 da Ampère, nella sua ampia classificazione delle scienze, e qualche anno più tardi anche dal filosofo polacco Bronisław Trentowski.
Intanto, con la rivoluzione industriale, nasceva per la prima volta l'esigenza di costruire macchine che fossero in grado di regolare il proprio funzionamento in modo automatico, cioè senza l'intervento umano. L'esempio tipico è quello della macchine a vapore, che per le sue applicazioni industriali doveva stabilizzare la velocità di rotazione in condizioni di carico variabili. Questo problema di controllo fu risolto per primo nel 1789 da James Watt, con il cosiddetto regolatore centrifugo di velocità; fu però necessario quasi un secolo, prima che James Clerk Maxwell, nel 1868, descrivesse matematicamente il funzionamento del regolatore, individuando le condizioni di un suo comportamento stabile. Maxwell introdusse in questa occasione il termine governor, per indicare il meccanismo di regolazione.
Indipendentemente da Platone e Ampere, ma con un esplicito omaggio a Maxwell, il termine fu reintrodotto da Wiener nell'estate del 1947, anglicizzato in cybernetics, nell'atto di dare il titolo al proprio libro pubblicato l'anno successivo: Cybernetics or Control and Communication in the Animal and the Machine. Nelle intenzioni del suo autore, il libro proponeva un vasto programma di ricerca e, in prospettiva, teneva a battesimo una nuova scienza, fondata appunto sullo studio unificato di animali e macchine dal punto di vista delle teorie del controllo automatico, della comunicazione e del calcolo automatico.
Al momento della sua creazione, il termine conobbe un successo molto ampio, sia in ambito scientifico che presso il pubblico. L'uso popolare del termine continua ancora oggi, seppure in un senso improprio e lontano dal significato originale, attraverso l'uso del prefissoide cyber- (italianizzato in ciber-) a indicare genericamente una connessione con la moderna tecnologia dell'informazione. La sua rilevanza in ambito scientifico è invece declinata, parallelamente alla vitalità del movimento, dopo la dispersione del gruppo originale dei primi scienziati raccolti attorno a Wiener e la morte di questi nel 1964.

### Lo sviluppo tecnologico e l'emergenza del concetto di informazione
Molti degli strumenti di analisi della cibernetica derivano da alcune tecnologie, legate da un comune interesse nella elaborazione dell'informazione, che ricevettero un particolare impulso dallo sviluppo dei dispositivi elettronici durante la prima metà del XX secolo.
L'evoluzione storica della teoria dei sistemi di controllo automatico inizia praticamente con la regolazione del funzionamento dei motori a vapore. Sulla base del lavoro pionieristico di Maxwell, alcuni matematici, tra i quali A. Hurwitz e E. Routh, definirono dei metodi di verifica della stabilità del sistema, pur se in una prospettiva che restava lontana dalla pratica di progetto. Le applicazioni crebbero molto nei decenni successivi, ma restarono sostanzialmente confinate allo sviluppo di servomeccanismi, nell'ambito dei campi di interesse dell'ingegneria meccanica, finché la nascente tecnologia elettronica non aprì ambiti applicativi totalmente nuovi. Nel 1927 Harold Black dei Bell Labs, per risolvere problemi di comunicazione telefonica a lunga distanza, progettò il primo amplificatore esplicitamente basato sull'uso della retroazione. In questo modo si poteva aumentare la larghezza di banda dell'amplificatore, al costo però di maggiori rischi di instabilità del sistema; l'attenzione su questi nuovi problemi favorì lo sviluppo di nuovi studi sulla stabilità, più vicini alle esigenze dei progettisti, quali quelli di Harry Nyquist e Hendrik Bode, anch'essi dei Bell Labs. La pubblicazione, a partire dalla seconda metà degli anni quaranta, dei primi trattati sui sistemi di controllo e la loro progettazione, decretò la nascita del controllo automatico come disciplina autonoma.
Come quello dei controlli automatici, anche lo sviluppo delle comunicazioni elettriche (dal telegrafo, introdotto da Samuel Morse nel 1837, al telefono, che Alexander Bell sperimentò con successo nel 1876, alle trasmissioni senza fili, che dai brevetti di Tesla (1896) e di Marconi (1897) portarono fino alla radio e al radar) vide delle forti innovazioni tecnologiche, ma una relativa costanza dei problemi di base. Indipendentemente dalla tecnologia usata, è sempre necessario, infatti, da un lato codificare un messaggio prima di inviarlo, al fine di migliorare la qualità della trasmissione attraverso un determinato canale; dall'altro, filtrarlo in ricezione, per eliminare o ridurre il rumore indesiderato, inevitabilmente aggiunto dalla trasmissione.
Le necessità belliche favorirono la progettazione di sistemi complessi, nei quali interagivano i problemi di controllo e quelli di comunicazione. Nei sistemi di puntamento antiaereo, ad esempio, la velocità di reazione richiesta dalla rapidità del volo aereo imponeva l'automazione di funzioni precedentemente svolte da operatori umani; ora la rilevazione della posizione del bersaglio era affidata al radar, mentre il puntamento delle armi veniva gestito da servomeccanismi. La velocità dei bersagli poneva anche il problema di dirigere il tiro in modo predittivo, cioè non verso la posizione attuale del bersaglio, ma verso quella nella quale, nel prossimo futuro, fosse massima la probabilità di trovarlo al momento dell'impatto con il proiettile. Sia il MIT che i Bell Labs lavorarono per il governo statunitense alla soluzione dei molti problemi tecnici posti dalla progettazione di questi apparati. Al MIT, all'inizio degli anni '40, Wiener affrontò il problema con la collaborazione dell'ingegnere J. Bigelow; da questa attività nacque la consapevolezza sulla pervasività della retroazione e sulla sua funzione nei meccanismi orientati al raggiungimento di un fine.
Per eliminare dai segnali ricevuti dal radar il rumore indesiderato a esso sovrapposto, e individuare la posizione futura del bersaglio mobile sulla base delle informazioni deducibili dalla sua storia passata, Wiener sviluppò una teoria unificata di filtraggio e di predizione, poi pubblicata nel 1949.
Questi risultati di Wiener risolvevano in modo generale il tipico problema di filtraggio della tecnica delle comunicazioni, inquadrandolo nell'ambito della teoria statistica. Negli stessi anni, sviluppando il lavoro già intrapreso dai suoi colleghi dei Bell Labs Nyquist e Hartley, C. E. Shannon pubblicò i suoi due fondamentali articoli su A Mathematical Theory of Communication, che davano un fondamento quantitativo al concetto di informazione e alle operazioni di codificazione, fondando la moderna teoria dell'informazione. Anche in questo lavoro la trasmissione viene considerata come una teoria statistica; lo stesso Shannon rese esplicitamente omaggio alla tradizione della meccanica statistica utilizzando il termine "entropia" come sinonimo di "quantità di informazione".  Questo risultato confermò Wiener nella convinzione che la teoria generale dei sistemi di comunicazione e controllo, sia naturali che artificiali, che egli voleva creare, non poteva che avere una base statistica.
La nascita delle macchine calcolatrici è un processo che ha avuto le sue radici concettuali nei secoli precedenti al novecento, ma che di fatto ha iniziato a produrre risultati significativi con la disponibilità dei primi dispositivi elettromeccanici e, soprattutto, elettronici a vuoto. Nei decenni tra le due guerre si assistì a uno sviluppo tecnologico impetuoso che portò alla costruzione, durante la II guerra mondiale, di macchine calcolatrici pienamente funzionanti, fondamentali per la soluzione di importanti problemi militari. Tuttavia, in questo processo un ruolo fondamentale fu svolto da un'intuizione che proveniva da un ambito apparentemente lontano, quello delle ricerche sulla logica e i fondamenti della matematica. Nel 1936, infatti, Alan Turing pubblicò il suo lavoro On Computable Numbers, with an Application to the Entscheidungsproblem, nel quale definiva un modello di macchina calcolatrice, oggi nota come macchina di Turing, per analizzare il concetto logico-matematico di calcolabilità. Questa macchina, anche se di livello astratto, e pensata per scopi esclusivamente teorici, rappresenta tuttavia il modello del moderno calcolatore elettronico digitale. Questo può essere considerato definitivamente nato negli Stati Uniti con le macchine ENIAC e EDVAC; un rapporto del 1945, redatto da John von Neumann, che descrive il funzionamento del secondo, definisce un modello di architettura, detto appunto di von Neumann, seguito da praticamente tutti gli elaboratori prodotti da allora. È interessante notare come von Neumann fosse ben conscio dell'influenza del lavoro di Turing sullo sviluppo successivo delle macchine calcolatrici automatiche.
La connessione tra calcolatori e logica fu ribadita nel 1937 da Shannon, che nella propria tesi di Master al MIT A Symbolic Analysis of Relay and Switching Circuits dimostrò come il calcolo delle proposizioni espresso dall'algebra di Boole potesse essere usato per analizzare e progettare l'hardware di un calcolatore digitale.

### La biologia e l'omeostasi
Nell'ambito della fisiologia, già nel secolo XIX Claude Bernard aveva identificato una delle caratteristiche fondamentali degli esseri viventi nella capacità di mantenere, nel proprio milieu intérieur (o "ambiente interno", costituito dai fluidi circolanti nel corpo), la costanza nel tempo dei parametri che garantiscono la vita. Queste osservazioni vennero riprese dai fisiologi J. S. Haldane e L. J. Henderson all'inizio del secolo successivo, e finalmente sviluppate appieno dal fisiologo americano Walter Cannon, che nel suo libro The wisdom of the body (1932), richiamandosi esplicitamente a Bernard, presentò una descrizione di vari sistemi di controllo presenti negli organismi viventi (quali quelli della composizione del sangue o della temperatura del corpo). Cannon chiamò omeostasi la capacità degli essere viventi di mantenere invariati i propri parametri vitali, reagendo ai disturbi esterni che tendono ad alterarli. In questo modo Cannon stabiliva esplicitamente, per la prima volta, un legame tra lo studio della fisiologia degli organismi e quello della stabilità delle macchine o, più in generale, di altri tipi di organizzazioni.
Fondamentale è stato il contributo del medico rumeno Ștefan Odobleja, che per primo sviluppò gran parte delle tesi che poi saranno riprese anche dal già citato Wiener, ma con almeno un decennio di anticipo rispetto a Wiener; e tuttavia i suoi contributi furono quasi del tutto dimenticati fino agli anni Ottanta. Il suo lavoro più importante è infatti il libro Psychologie consonantiste, pubblicato a Parigi dalla libreria Maloine nel 1938 —il primo volume, e dopo un anno il secondo—, contenente circa 900 pagine e 300 figure. Lo stesso Odobleja scrisse di come questo testo fosse un indice o dizionario di psicologia "per un grande trattato della stessa che dovrebbe contenere 20-30 volumi". La comparsa di questo lavoro pionieristico nel campo della cibernetica ha attirato l'attenzione degli scienziati attraverso solo due recensioni: la prima fu pubblicata su una rivista rumena (nel 1939) e la seconda sulla nota rivista americana Psychological Abstracts (p. 59–60), nel gennaio 1941. Questi importanti risultati di Odobleja furono poi riscoperti soprattutto grazie a una conferenza dell'ingegnere rumeno Stelian Bajureanu, al quarto Congresso internazionale sulla cibernetica e i sistemi, tenutosi nel 1978, nel quale dimostrò la precedenza delle idee di Odobleja su alcune di quelle di Wiener. I contributi di Odobleja sono ancora più importanti, comparate a quelle di Wiener, se si considera la sua formazione da medico, rispetto a quella di matematico di Wiener.

### L'animale e la macchina
L'interesse della cibernetica allo studio comparato di animali e macchine ha le sue radici nella lunga storia degli automi, cioè di macchine in grado di imitare funzioni tipiche degli esseri viventi. Chi ha ideato e costruito automi, dall'antichità classica in poi, si è sempre preoccupato delle funzioni meccaniche ed energetiche necessarie per dotarli della capacità di compiere azioni autonome. Dall'inizio del secolo XX il concetto di automa mostra una importante evoluzione; le loro funzioni iniziano a includere in maniera crescente anche la capacità di interazione con l'ambiente circostante, dal quale la macchina può ricevere delle informazioni che, a loro volta, contribuiscono a influenzarne il comportamento.
Questo processo può essere esaminato nell'ambito della discussione tra fisiologi e psicologi, in atto dall'inizio del secolo scorso, sull'interpretazione dei fenomeni della vita. In un dibattito che coinvolgeva studiosi quali Loeb, Thorndike, McDougall, Meyer, Hull, Rashevsky, Craik, si confrontavano una concezione meccanicista e riduzionista dei fenomeni biologici, di origine positivista, e una vitalistica. Per la prima volta la nascente tecnologia elettromeccanica permetteva di concepire, e anche di costruire, macchine, sia pure rudimentali, che potevano essere usate per dimostrare come un oggetto inorganico potesse simulare una funzione tipica dell'animale, in quanto rivolta a uno scopo, quale, ad esempio, l'orientamento verso la sorgente di uno stimolo, o intelligente, quali la memoria e l'apprendimento. Si trattava degli esordi di un riduzionismo di tipo nuovo, nel quale era fondamentale (anche se non sempre chiaramente riconosciuto ed enunciato) il concetto di scambio di informazioni tra automa e ambiente.
A partire da queste origini la progettazione, anche solo ideale, e la costruzione di automi, nello spirito indicato, è divenuto poi uno strumento costante di analisi della cibernetica. Tra gli esempi di automi più noti, concepiti dai principali esponenti della disciplina, si possono citare tra gli altri l'«omeostato» di Ross Ashby, la «tartaruga» di Grey Walter, il «topo» solutore di labirinti di Shannon, la «cimice» e la «tignola» di Singleton e Wiener, che illustrano i meccanismi neurologici del tremore degli arti, eccetera.

## L'opera di Wiener e lo sviluppo della cibernetica

### Behavior, Purpose and Teleology
Lo stesso Wiener fa risalire la nascita delle idee che condussero alla cibernetica a un ciclo di incontri tenuti, a partire dagli anni '30 e fino al 1944, presso la Harvard Medical School, dove medici e ricercatori discutevano con matematici, fisici e ingegneri di problemi interdisciplinari e di metodo scientifico. Wiener, all'epoca un matematico del MIT già affermato, incontrò qui il fisiologo messicano Arturo Rosenblueth, che conduceva gli incontri e che divenne poi suo collaboratore in varie ricerche sui meccanismi di controllo neuromuscolari, oltre che principale interlocutore sui problemi metodologici. Rosenblueth era allievo di Cannon, che ad Harvard dirigeva il dipartimento di Fisiologia della Medical School.
Successivamente, al MIT, Wiener si dedicò al progetto dei sistemi di puntamento antiaereo, lavorando con il matematico e ingegnere Julian Bigelow, anche qui in un ambito interdisciplinare che coinvolgeva matematica e vari campi della tecnologia.
La riflessione sulla retroazione sviluppata in queste esperienze condusse Wiener, con Rosenblueth e Bigelow, a proporre, nell'articolo del 1943 Behavior, Purpose and Teleology, una forma di analisi basata, piuttosto che sulla struttura interna degli oggetti di studio, sui loro comportamenti (behavior) osservabili dall'esterno. Da questo punto di vista, macchine e organismi viventi sono assimilabili, in quanto ambedue in grado di perseguire il raggiungimento di un obiettivo (purpose), grazie all'uso di meccanismi di retroazione. Questa, nei casi più complessi, può essere predittiva, in grado cioè di tenere conto dell'evoluzione temporale del suo obiettivo; ciò accade, ad esempio, in un animale che caccia una preda in movimento, o in un sistema di puntamento antiaereo, nel quale il tiro avviene verso la posizione stimata futura del bersaglio. I comportamenti teleologici vengono quindi definiti come quelli orientati a uno scopo e guidati dalla retroazione che in questo modo diviene, da concetto puramente tecnologico, lo strumento di una "forma di analisi comune" che "può essere usata per studiare i comportamenti sia delle macchine che degli organismi viventi, indipendentemente dalla loro complessità". Il mondo della biologia e dell'intelligenza diventa così comprensibile senza richiedere l'ipotesi dell'esistenza di una causa finale, e quindi una visione metafisica o non deterministica della realtà.
La modalità di analisi formalizzata nell'articolo sarà poi usata abitualmente in ambito cibernetico da vari autori: per evitare di dover studiare sistemi di struttura complessa o sconosciuta, ci si concentra invece sullo sviluppo di modelli, anche semplici, che mostrino però i tratti essenziali del comportamento di interesse.
Proposte analoghe erano state avanzate in Gran Bretagna negli stessi anni da William Ross Ashby e da Kenneth Craik. Quest'ultimo, uno psicologo coinvolto anch'egli durante la guerra nell'analisi dei sistemi automatici di puntamento antiaereo, prematuramente scomparso nel 1945, può essere considerato un vero precursore della cibernetica, enunciatore di tesi simili a quelle di Wiener sullo studio unificato di animale e macchina. Nello scritto The mechanism of human action (1943 - 1945, poi pubblicato postumo) aveva tracciato una distinzione nell'analisi psicologica tra metodi analitico e sintetico, mostrando come modelli sintetici che impiegano la retroazione possono aiutare a superare la barriera tra mondo inorganico e intelligenza invocata dal vitalismo.

### Il sistema nervoso come macchina logica
Negli Stati Uniti, il mondo della ricerca scientifica entrò in contatto con il calcolatore digitale negli anni della guerra e in quelli immediatamente precedenti. Wiener racconta che il suo interesse per questa tecnologia nacque inizialmente dalla sua collaborazione con Vannevar Bush allo studio dell'analizzatore differenziale. Da quell'esperienza egli trasse la convinzione che fosse necessario passare a una architettura di calcolatore completamente elettronico, digitale e basato sul sistema di numerazione binario. Anche John von Neumann, uno dei maggiori matematici del XX secolo, membro del prestigioso IAS a Princeton, e già in contatto con Wiener, iniziò a occuparsi attivamente di calcolo automatico nel suo ruolo di consulente del governo USA, per la risoluzione di problemi di calcolo numerico di interesse militare. Von Neumann aveva anche conosciuto Turing all'IAS già nel 1936, e gli aveva offerto una posizione nell'Istituto.
Anche il mondo della neurofisiologia fu interessato nello stesso periodo da una svolta importante, impressa dal neurofisiologo Warren McCulloch. Wiener ebbe l'occasione di incontrarlo tramite Rosenblueth, e successivamente, nel 1942, a un convegno della Fondazione Macy di New York. McCulloch lavorava a un modello formale dell'attività neuronale, che non riusciva a completare a causa delle difficoltà tecniche dell'argomento. Egli poté superarle solo grazie all'incontro, a Chicago, con il giovanissimo logico e matematico Walter Pitts, che conosceva a fondo i sistemi logici di Carnap e Russell. Il loro lavoro diede luogo, nel 1943, al fondamentale articolo A Logical Calculus of Ideas Immanent in Nervous Activity. Nello stesso anno, Wiener accolse Pitts nel suo gruppo di lavoro al MIT e, presumibilmente, lo mise in contatto, assieme a McCulloch, con von Neumann.
Il risultato di McCulloch e Pitts resta la prima formalizzazione dell'equivalenza logica tra il sistema nervoso e un calcolatore elettronico, e della possibilità di rappresentare ambedue con strumenti della logica formale. Gli autori mostrarono infatti che una rete neurale può essere descritta dalla logica delle proposizioni e quindi dall'algebra di Boole, analogamente a quanto trovato sei anni prima da Shannon per i circuiti digitali. Von Neumann commentò: "Si è sostenuto spesso che le attività e le funzioni del sistema nervoso umano siano così complesse da non poter essere eseguite da nessun meccanismo... Il risultato di McCulloch e Pitts mette fine a tutto questo e prova che tutto ciò che può essere descritto completamente e senza ambiguità a parole, può essere ipso facto realizzato con una rete neurale finita". Nel suo "First Draft" del 1945 sull'architettura dell'EDVAC egli citò esplicitamente i risultati di McCulloch e Pitts, usandoli come modello (l'unico disponibile all'epoca) di un circuito digitale sincrono. Alcuni anni dopo, lo sviluppo del concetto formale di automa permise la costruzione di un modello che poteva descrivere in modo unitario il comportamento di sistemi diversi come la macchina di Turing, le reti neurali, i calcolatori digitali con il loro software, i circuiti elettronici digitali.
Dopo l'articolo del 1943, McCulloch e Pitts pubblicarono anche altri rilevanti risultati. Nel 1947, ad esempio, in On How We Know Universals: The Perception of Auditory and Visual Forms, che Wiener cita estensivamente in La cibernetica, approfondirono i meccanismi neurofisiologici di costruzione degli universali dai dati della percezione. Dal loro modello di reti di neuroni nacque un filone di studi, ancora oggi fiorente, sullo sviluppo di modelli formali del sistema nervoso per lo studio teorico di processi come la percezione e l'apprendimento.
Wiener avvertì la necessità di un approfondimento di questi temi, anche dal punto di vista delle sue tesi su teleologia e retroazione. Egli promosse quindi, assieme a von Neumann, un incontro che si tenne a Princeton, all'inizio del 1945, con la partecipazione, tra gli altri, di Wiener, McCulloch e Pitts, del neurofisiologo R. Lorente de Nò, del matematico ed esperto di calcolatori H. Goldstine. Questo incontro costituì la prima occasione di contatto tra matematici, ingegneri del controllo e del calcolo automatico, e neurofisiologi, che rappresentavano le discipline sulle quali sarà costruito l'impianto de La cibernetica. Ci furono dei tentativi di organizzare tra i partecipanti all'incontro un gruppo di lavoro stabile, per il quale fu anche ipotizzato il nome di Teleological Society, e che si realizzerà poi nell'ambito delle Macy Conferences on Cybernetics, che saranno promosse dalla Fondazione Macy a partire dal 1946.
In seguito, von Neumann espresse scetticismo sulla possibilità di affrontare lo studio del funzionamento del cervello umano sulla base delle conoscenze di neurofisiologia allora disponibili, probabilmente ritenendo prematura la sintesi cercata in quest'ambito da Wiener. Negli anni seguenti, utilizzando il concetto di automa, analizzò varie funzioni tipiche degli esseri viventi, quali la capacità di riproduzione (fondando lo studio degli automi cellulari), o quella di fornire prestazioni affidabili partendo da componenti soggetti a errori, come accade nel sistema nervoso animale. Questi documenti, rimasti allo stato di abbozzo anche a causa della prematura scomparsa dell'autore, avvenuta nel 1957, suggeriscono un suo piano per lo sviluppo di una propria teoria unitaria del cervello e delle macchine calcolatrici.

### Cybernetics
Per Wiener e il primo nucleo di cibernetici una importante occasione di discutere le proprie idee e stabilire nuovi contatti nacque dagli incontri interdisciplinari promossi dalla Fondazione Macy e in particolare dal suo direttore Frank Fremont-Smith. La fondazione, che già aveva curato la conferenze del 1942 che vide il primo incontro tra Wiener e McCulloch, organizzò dal 1946 al 1953, con cadenza semestrale, dieci incontri interdisciplinari, inizialmente indicati come "Conferenze sui meccanismi di retroazione e sui sistemi a causazione circolare nei sistemi biologici e sociali", e più semplicemente, dal 1948 in poi, "Conferenze sulla Cibernetica". Tramite di esse vennero in contatto con le idee della cibernetica personalità quali Shannon, il neuroanatomista Gerhardt von Bonin, l'etologo Theodore C. Schneirla, gli psicologi Heinrich Klüwer, Kurt Lewin, Lawrence Kubie e Molly Hollower, il pedagogista Lawrence Frank, gli antropologi Margaret Mead e Gregory Bateson, il sociologo Paul Lazerfeld, il matematico e statistico Leonard Jimmie Savage, l'economista Oskar Morgenstern, il filosofo ed epistemologo Filmer C. S. Northrop, e altri. Alle conferenze parteciparono i anche due cibernetici britannici, lo psichiatra William Ross Ashby e il neurologo William Grey Walter.
È sotto l'impulso delle conferenze interdisciplinari dalla Fondazione, e nel clima di dialogo e confronto con gli altri partecipanti, che Wiener conia il neologismo cibernetica, e pubblica nel 1948 la sua opera omonima. Questa abbraccia un ambito interdisciplinare molto vasto, che comprende la matematica dei processi aleatori e dell'analisi armonica, la teoria del controllo e delle comunicazioni, la fisiologia generale e quella del sistema nervoso, la logica, la psicologia. L'obiettivo del lavoro è sempre quello duplice che ha sin qui motivato l'autore: usare i nuovi strumenti concettuali sviluppati nello studio delle macchine per arrivare a una migliore comprensione degli esseri viventi, e progettare macchine in grado di emulare le prestazioni e il comportamento degli animali. Nell'opera possono essere individuati alcuni temi prevalenti:
- L'assunzione della meccanica statistica come strumento matematico per la descrizione unitaria sia dei fenomeni della vita che del funzionamento delle macchine che elaborano informazione[84];
- il ruolo delle teorie della comunicazione e del controllo nell'analisi dei sistemi viventi[85];
- il funzionamento del cervello e del sistema nervoso e i possibili paralleli con gli elaboratori elettronici digitali[86];
- le possibili applicazioni della cibernetica alle scienze sociali (sulle quali Wiener esprime comunque il suo scetticismo)[87].

I due capitoli IX e X, aggiunti con la seconda edizione, affrontano i temi dell'apprendimento, della auto-replicazione e dell'auto-organizzazione nei sistemi complessi.

## Dopo il 1948
Il libro di Wiener e l'attività del gruppo delle Macy Conferences, che continuò a riunirsi fino al 1953, aiutarono a diffondere i principi del metodo cibernetico e a far nascere varie iniziative scientifiche che a esso si richiamarono esplicitamente. Grazie anche a questi contributi, tra la fine degli anni '40 e l'inizio del decennio successivo, la cibernetica conobbe un periodo di grande visibilità e di interesse, da parte sia del mondo della ricerca che di quello della cultura popolare.
Successivamente iniziò un declino dovuto a vari fattori. Innanzitutto sorsero divergenze, sia personali che scientifiche, tra i protagonisti del movimento cibernetico. Dopo il 1951, né Wiener né von Neumann parteciparono più alle Conferenze Macy, la cui presidenza era tenuta da McCulloch. Wiener e von Neumann si erano allontanati per motivi sia di ordine ideologico (Wiener aveva maturato un pacifismo radicale, mentre von Neumann lavorava a contatto con il mondo della difesa USA) che di diversa visione dei problemi di analisi della mente. Inoltre, Wiener vedeva con sospetto l'attività di McCulloch, nel frattempo trasferitosi al MIT, temendo che volesse appropriarsi della guida scientifica del movimento cibernetico; questa situazione esplose poi, nel 1953, in una sua irreparabile rottura personale nei confronti sia di McCulloch che di Pitts. In quel periodo Pitts stava sviluppando la sua tesi di dottorato in matematica sotto la guida di Wiener, per la quale aveva sviluppato un nuovo modello di rete neurale, basato su un ampio uso della meccanica statistica, più complesso rispetto a quello oggetto del suo articolo con McCulloch del 1943. A seguito della rottura, Pitts cessò ogni attività di ricerca e distrusse tutte le sue carte, inclusa la bozza di tesi, entrando in una lunga crisi personale dalla quale non riuscì più a emergere. Il gruppo di giovani neurofisiologi raccolto attorno a Wiener per iniziativa del presidente del MIT J. Wiesner, che comprendeva, oltre a Pitts, Jerome Lettvin, Oliver Selfridge e Patrick Wall, si disperse, mettendo fine a un ambiente nel quale si combinavano in modo unico conoscenze matematiche e biologiche.
Inoltre, l'interesse per la cibernetica da parte di una vasta platea di discipline, in gran parte nell'ambito delle scienze umane e sociali, portarono a un uso del termine sempre meno preciso e definito. Allo stesso modo, l'esplosione dell'interesse popolare e dei mezzi di comunicazione per la cibernetica, e la inevitabile banalizzazione del termine che ne seguì, erose la credibilità del programma, spesso associato a iniziative e posizioni non scientifiche. Nel 1956 Shannon usò l'espressione bandwagon per descrivere un fenomeno analogo che avveniva per il termine informazione, con considerazioni che si sarebbero potute applicare allo stesso modo al termine cibernetica. Ciò comportò la tendenza, per gli studiosi di argomenti di interesse cibernetico, a usare altri termini per descrivere la propria attività.
Infine, la nascita (tradizionalmente associata a un seminario estivo tenutosi presso il Dartmouth College nel 1956) dell'intelligenza artificiale (IA) come movimento autonomo e organizzato, ha rappresentato un altro motivo di indebolimento della cibernetica. Si trattava infatti di movimenti con obiettivi largamento coincidenti, ma animati da ricercatori in gran parte di diversa estrazione, e con un differente approccio ai problemi; l'IA era concentrata sull'analisi dell'intelligenza da un punto di vista computazionale, e trascurava sia il ruolo della retroazione che il parallelismo tra animali e macchine.
In ogni caso, dopo la fine delle Conferenze Macy, vari autori, richiamandosi alla cibernetica, vi apportarono contributi personali originali, anche se spesso divergenti dall'impostazione degli iniziatori della disciplina. Il filosofo ed epistemologo americano di origine tedesca Ernst von Glasersfeld, psicologo di formazione, per un periodo collaboratore di Ceccato in Italia, elaborò una posizione filosofica da lui stesso indicata come costruttivismo radicale. Contributi originali in campo psicologico vennero anche dal britannico, ingegnere di formazione, Gordon Pask.
Gregory Bateson e Margaret Mead, ambedue membri del gruppo delle Conferenze Macy, lavorarono per incorporare le idee della cibernetica nell'antropologia; in particolare, Bateson se ne servì per sviluppare un sistema multidisciplinare che includeva anche elementi tratti dalla psichiatria, la biologia e l'epistemologia. Alcune sue opere, come Steps to an ecology of mind (1972) o Mind and Nature: A Necessary Unity (1979), hanno esercitato una vasta influenza e continuano a essere lette ancora oggi.
L'americano Jay Forrester e il britannico Stafford Beer, provenienti da diverse discipline (rispettivamente, l'ingegneria elettronica e la ricerca operativa), si richiamarono ai principi della cibernetica lavorando nell'ambito dei sistemi complessi in ambito organizzativo ed economico. Il biologo cileno Humberto Maturana negli anni '50 fu collaboratore al MIT di Pitts e Lettvin, con i quali pubblicò alcuni importanti contributi di neurofisiologia della visione. Successivamente, assieme al suo allievo Francisco Varela, elaborarò una teoria del mondo biologico basata sul concetto di autopoiesi.
Heinz von Foerster, fisico di formazione, si occupò di elettronica, informatica e biofisica. Legato a McCulloch, fu uno dei frequentatori più assidui delle Conferenze Macy, delle quali curò la pubblicazione degli atti. Fondò nel 1958 il Biological Computer Laboratory (BCL) all'Università dell'Illinois, che fino al 1976 fu un centro di ricerca ed elaborazione per la seconda generazione di cibernetici, e ospitò tra gli altri come docenti Ashby, Pask, Beer, Maturana, Varela, von Glasersfeld, J. Lilly. von Foerster propose il concetto di cibernetica del secondo ordine, o cibernetica della cibernetica, per indicare il proprio lavoro e quello di altri esponenti.

## La cibernetica fuori dagli USA

### In Italia
In Italia le idee di Wiener si diffusero fortemente nella comunità accademica degli epistemologi e dei fisici. Precedentemente all'ultima riforma universitaria l'ordinamento accademico italiano prevedeva anche una laurea in fisica-cibernetica e presso la facoltà di scienze fu istituita una cattedra in cibernetica, ancora oggi attiva in qualche facoltà ma con contenuti didattici molto variegati.
Tra i principali gruppi di ricerca cibernetici che operarono in Italia vanno citate quello napoletano, quello genovese, e la scuola operativa italiana (SOI).
Il primo nacque dalla iniziativa del fisico teorico Eduardo Renato Caianiello, il quale fondò nel 1957 l'Istituto di fisica teorica dell'Università di Napoli, e successivamente formò al suo interno, in collaborazione con il CNR, un Gruppo di Cibernetica con sede a Pozzuoli. Caianiello si dedicò principalmente allo studio delle reti neurali; con lui collaborò sin dall'inizio Valentino von Braitenberg, neurofisiologo, e per un periodo anche il fisico, matematico e ingegnere Giacomo della Riccia, poi ultimo collaboratore di Wiener al MIT. Caianiello, che conobbe personalmente Wiener nel 1954, e lo ricevette poi più volte a Napoli, mantenne relazioni di collaborazione con questi e altri esponenti di primo piano della cibernetica. Tra i membri della scuola di Caianiello non possono essere dimenticati i fisici e matematici Luigi Maria Ricciardi, Francesco Lauria, Aldo De Luca e Settimo Termini.
Anche il secondo gruppo nacque a iniziativa del CNR, che creò il Laboratorio di cibernetica e biofisica di Genova, con sede a Camogli, particolarmente attivo, con il suo promotore, il biofisico Antonio Borsellino (1915-1992), Augusto Gamba (1923-1996), e altri, nella ricerca sui sistemi adattivi di apprendimento e riconoscimento delle forme. Il sistema PAPA (Programmatore e Analizzatore Probabilistico Automatico), da essi proposto a partire dal 1961, suscitò attenzione e interesse a livello internazionale.
Oggi il centro di Camogli costituisce, assieme ad altri laboratori del CNR a Milano, Pisa, Palermo e Trento, l'Istituto di Biofisica del CNR, che si occupa dello studio della struttura e dei meccanismi di funzionamento dei sistemi biologici con metodi interdisciplinari tipici della fisica e della matematica. Dal canto suo, l’attuale Istituto di cibernetica napoletano, accanto a progetti di bioinformatica e di reti neurali, ha sviluppato prevalentemente ricerche in fisica della superconduttività. Infine, sia nell’Università di Genova sia in quella di Napoli Federico II sono stati inaugurati importanti laboratori di robotica.
La scuola operativa italiana, fondata da Silvio Ceccato, operò principalmente in ambito linguistico. Con Ceccato collaborarono Giuseppe Vaccarino e Vittorio Somenzi. Di Somenzi va ricordata l'antologia La filosofia degli automi, che per prima presentò in italiano i testi classici della cibernetica. Egli fu poi docente di filosofia della scienza presso La Sapienza a Roma, ove nello studio metodologico e filosofico della cibernetica e dell'intelligenza artificiale gli è succeduto Roberto Cordeschi.
Tra i cibernetici italiani si possono ricordare inoltre Giuseppe Trautteur, Giuseppe O. Longo.

### Altri paesi
In Gran Bretagna viene spesso considerato un anticipatore dell'analisi cibernetica lo psicologo Kenneth Craik, prematuramente scomparso nel 1945. Più tardi, tra il 1949 e il 1958, alcuni scienziati interessati alle relazioni tra macchine e organismi naturali avevano dato vita a un gruppo informale, noto come Ratio Club. Tra i suoi frequentatori sono da ricordare lo psichiatra William Ross Ashby, il neurofisiologo William Grey Walter, il fisico e teorico dell'informazione Donald M. MacKay. Lo stesso Turing, anch'egli membro del club, sviluppò dopo la guerra un interesse per l'analisi matematica di problemi biologici.
Al di fuori del Ratio Club, il premio Nobel ungherese naturalizzato britannico Dennis Gabor, pur non aderendo al movimento cibernetico, perseguì interessi simili. Più tardi, Stafford Beer introdusse nell'ambito degli interessi cibernetici la ricerca operativa e i problemi organizzativi.
In Unione Sovietica, nonostante problemi ideologici e politici legati alla difficoltà dei rapporti con l'Occidente, gli studi cibernetici si diffusero ampiamente. Peraltro, la matematica sovietica (con studiosi quali Ljapunov, Markov, Kolmogorov, Chinčin, Stratonovich, Pontrjagin, e altri) era tradizionalmente impegnata in aree di interesse cibernetico, quali lo studio dei processi stocastici, le teorie dei segnali, dell'informazione e del controllo.
In Cile va ricordata l'attività dei biologi Humberto Maturana, già collaboratore di McCulloch e Pitts, e Francisco Varela.

## La nascita di una storiografia della cibernetica
Spentosi il clamore sulla cibernetica, dopo la fine degli anni Sessanta, subentrò l'ignoranza di cosa fosse stata nel dettaglio questa grandiosa esperienza scientifica, dove risiedono - come detto - molte delle radici delle scienze e tecnologie attuali. Ciò dipendeva anche dalla scarsa attenzione alla storia degli eventi tipica del mondo della ricerca, sempre proiettato verso il nuovo. Così ci ritrovammo senza cibernetica e senza sapere cosa fosse stata.
Anche per l'effetto distanziante del tempo e a opera soprattutto di outsiders, a partire dal 1980 è nata una storiografia avvertita della cibernetica. Va citata innanzitutto quella che si è concentrata sulla figura di Wiener.
Il primo a inaugurare questa storiografia fu il fisico statunitense, Steve J. Heims, che aveva scoperto con meraviglia la complessa nebulosa cibernetica delle origini, e gli dedicò due ampie opere: una che confronta von Neumann e Wiener, l'altra dedicata alle Macy Conferences on Cybernetics.
Gli fece seguito, nel 1990, un libro di Pesi R. Masani, matematico che aveva lavorato a fianco di Wiener negli ultimi anni della sua vita, e coglie globalmente la figura di Wiener entrando nei particolari della matematica wieneriana, cercando di renderla comprensibile ai più, e dando in proposito un contributo fondamentale.
Nel 1994 ha cominciato a dedicarsi allo studio della figura di Wiener Leone Montagnini, che ha approfondito gli aspetti filosofici e sociologici della sua formazione (Wiener aveva un Ph.D. in filosofia) e della sua opera, nonché alcuni fondamentali snodi storiografici sull'evoluzione della cibernetica. Questi contributi sono confluiti, aggiornati e organicamente sistematizzati, nel volume Le armonie del disordine.

## L'eredità della cibernetica
La cibernetica ha rappresentato un tentativo di sintesi tra diverse discipline, alcune delle quali, all'epoca, in fase nascente. Oggi il campo di interessi delineato da Wiener è occupato da varie discipline specialistiche, tutte in qualche modo discendenti da quell'esperienza originaria, nelle quali è però prevalente il momento analitico. I problemi da affrontare per arrivare a una teoria unificata degli animali e delle macchine si sono rivelati, infatti, più complessi di quanto forse potessero apparire nel 1948.
Tra le discipline il cui sviluppo è stato influenzato dall'esperienza cibernetica si devono citare almeno:
- in matematica, lo studio di campi della statistica e della teoria della probabilità come i processi stocastici e l'inferenza statistica; l'analisi dei sistemi non lineari;
- tutte le scienze impegnate nello studio della complessità e della auto-organizzazione dei sistemi;
- nell'ingegneria, la robotica, la bioingegneria, tutti gli sviluppi della teoria dei segnali, dell'informazione e del controllo;
- l'intelligenza artificiale;
- molte scienze che studiano il mondo biologico con metodi quantitativi, come la biologia computazionale;
- vari campi delle neuroscienze, ad esempio la teoria delle reti neurali, la linguistica e la psicologia cognitiva;
- alcuni campi di interesse filosofico come l'epistemologia, parte delle scienze cognitive, ecc.